# Ивановка (бывшее Красноярское муниципальное образование)
Ивановка — село в Балаковском районе Саратовской области, в составе сельского поселения Быково-Отрогское муниципальное образование.
Население — 1291 (2010).

## История
Владельческая деревня Ивановка упоминается в Списке населённых мест Российской империи по сведениям за 1859 год. Согласно Списку в деревне, относившейся к Николаевскому уезду Самарской губернии и располагавшемся при озере Линёвом в 84 верстах от уездного города, насчитывалось 99 дворов, проживали 298 мужчин и 324 женщины, имелась православная церковь. 
После крестьянской реформы Ивановка была отнесена к Красноярской волости. Согласно населённых мест Самарской губернии по сведениям за 1889 год в деревне проживал 751 человек (русские православного и раскольнического вероисповедания), насчитывалось 159 дворов, имелись 3 ветряные мельницы. Земельный надел составлял 370 десятин удобной и 12 десятину неудобной земли. Согласно переписи 1897 года в деревне проживали 777 человек, из них православных - 516, старообрядцев (беглопоповцы) - 261.
Согласно Списку населённых мест Самарской губернии 1910 года сельцо Ивановка населяли бывшие помещичьи крестьяне, преимущественно русские, православные и старообрядцы, 388 мужчин и 389 женщин (145 дворов), в сельце имелись церковь, старообрядческий молитвенный дом, школа.
С 2004 по 2015 год входило в состав Красноярского муниципального образования.

## Физико-географическая характеристика
Село находится в Заволжье, в прибрежье Волги, на берегу озера Сазанлей, на высоте около 20-25 метров над уровнем моря. Почвы: в пойме Волги - пойменные нейтральные и слабокислые, над поймой - чернозёмы южные.
Село является пригородным, прилегает к юго-западной окраине районного центра города Балаково. По автомобильным дорогам расстояние до областного центра города Саратова составляет 180 км.
Климат
Климат умеренный континентальный (согласно классификации климатов Кёппена - Dfa). Многолетняя норма осадков - 526 мм. Наибольшее количество осадков выпадает в декабре (57 мм), наименьшее в марте (31 мм). Среднегодовая температура положительная и составляет + 6,0 °С, средняя температура самого холодного месяца января -11,1 °С, самого жаркого месяца июля +22,4 °С.
Часовой пояс
Ивановка, как и вся Саратовская область, находится в часовой зоне МСК+1. Смещение применяемого времени относительно UTC составляет +4:00.

## Население
Динамика численности населения по годам:
| Годы      | 1859 | 1889 | 1897 | 1910 |
| --------- | ---- | ---- | ---- | ---- |
| Население | 622  | 751  | 777  | 777  |

| 2002 | 2010  |
| ---- | ----- |
| 1311 | ↘1291 |